# US Pro Hickory Championship
Het US Pro Hickory Championship is een hichory golftoernooi.
Het toernooi bestaat uit twee delen, De amateurs spelen om de Hickory Hacker, de professionals om de John Shippen Cup, vernoemd naar de eerste zwarte Amerikaanse golfprofessional. De prijzengeld is US$ 5.000 waarvan de winnaar $ 1.500 krijgt. 
Het toernooi werd opgericht door Mike Stevens, drievoudig hickory kampioen, en wordt gespeeld in Temple Terrace, een stadje in de Tampa Bay in Florida dat in het begin van de 20ste eeuw werd gesticht en waar in 1925 voor het eerst het Florida Open werd gespeeld. Hier deden beroemde spelers als Walter Hagen, Gene Sarazen en Jim Barnes mee. 

## Winnaars
- 2011:  Leroux Ferreira (80)
- 2012:  Eddie Peckels
- 2013:  Paolo Quirici